# Sussac
 Sussac  (en occitano Suçac) es una población y comuna francesa, situada en la región de Lemosín, departamento de Alto Vienne, en el distrito de Limoges y cantón de Châteauneuf-la-Forêt.

## Demografía
| 790 | 685 | 560 | 471 | 427 | 368 | 356 |
| Para los censos de 1962 a 1999 la población legal corresponde a la población sin duplicidades (Fuente: INSEE [Consultar]) |     |     |     |     |     |     |